# Mouvement Pax Hungarica
Le Mouvement Pax Hungarica (hongrois : Pax Hungarica Mozgalom, PHM) était un groupuscule néo-nazi d'idéologie hungariste, fondé le 26 janvier 2008. 

## Description
Le mouvement avait pour but de présenter une alternative au parti du Front national hongrois. L'organisation précédente avait pour nom l'Association du Sang et de l'Honneur.
Le Mouvement Pax Hungarica, bien qu'ayant bénéficié de l'arrivée au pouvoir de Viktor Orbán, s'est auto-dissout le 31 juillet 2017, à la suite du départ massif de ses membres au cours des années antérieures.